# Przychód
Przychód – pojęcie księgowe, które oznacza uzyskany lub należny wpływ wartości, korzyści materialnych w ramach prowadzonej działalności gospodarczej, działalności wykonywanej osobiście, pracy wykonywanej na podstawie stosunku służbowego, stosunku pracy, pracy nakładczej oraz spółdzielczego stosunku pracy oraz z nieruchomości, w tym ze sprzedaży takiej nieruchomości.
Najczęściej przychodem jest łączna wartość sprzedaży dóbr, towarów i usług netto (bez podatku VAT) w okresie rozliczeniowym (dzień, miesiąc, kwartał lub rok obrachunkowy).
Przychody to przypływy aktywów albo inne zwiększenie aktywów danego podmiotu lub zmniejszenie jego zobowiązań (lub kombinacja powyższych) wynikające z dostarczenia lub produkcji dóbr, świadczenia usług lub innych czynności będących podstawową działalnością danego podmiotu. (definicja z SFAC 6, par. 78)
W „Deklaracji APB nr 4" przychód został zdefiniowany jako: wzrost aktywów brutto lub spadek zobowiązań brutto uznanych i wycenionych zgodnie z akceptowanymi zasadami rachunkowości, który powstaje na skutek tych nakierowanych na osiągnięcie zysków działań [...] przedsiębiorstwa, które mogą zmienić wartość kapitału własnego... . (American Institute of Certified Public Accountants, APB No. 4)
Według art. 3 ust. 1 pkt 30 Ustawy o rachunkowości przychody należy rozumieć jako uprawdopodobnione powstanie w okresie sprawozdawczym korzyści ekonomicznych, o wiarygodnie określonej wartości, w formie zwiększenia wartości aktywów, albo zmniejszenia wartości zobowiązań, które doprowadzą do wzrostu kapitału własnego (lub zmniejszenia jego niedoboru), w inny sposób niż wniesienie środków przez udziałowców lub właścicieli.
W świetle obowiązujących przepisów prawa podatkowego oraz zasad rachunkowości wyróżnia się:
- przychody ze sprzedaży
- przychody finansowe
- przychody operacyjne.

Przychodu nie stanowią uzyskane kredyty, wkłady własne akcjonariuszy itp.
Pojęcia przychód nie należy mylić z takimi pojęciami jak: dochód, utarg, zysk. Wysokość przychodów przedsiębiorstwa nie odzwierciedla jego rzeczywistej sytuacji finansowej. Podstawowymi wskaźnikami oceny finansowej przedsiębiorstwa są przepływy finansowe w postaci wpływów i wydatków przedsiębiorstwa.
Przychód w rachunkowości nie jest równoznaczny zgodnie z zasadą memoriałową z wpływem środków pieniężnych (choć może on być czasem tożsamy, np. przy sprzedaży gotówkowej), lecz przede wszystkim z powstaniem należności. W sprawozdaniu finansowym informacje o przychodach są prezentowane w rachunku zysków i strat (załącznik do UoR) i sprawozdaniu z całkowitych dochodów (według MSR). Ustawa o rachunkowości nie precyzuje kryteriów i momentu uznania przychodu w rachunku zysków i strat, szczegółowe wskazania na ten temat zawierają MSR 18 i 11.